# Queen Elizabeth Hall

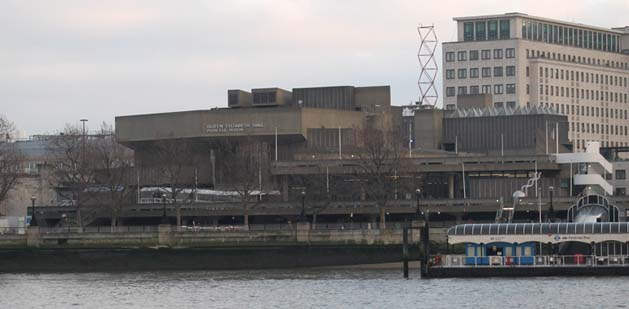
Queen Elizabeth Hall

Die Queen Elizabeth Hall (QEH) ist ein Konzertsaal an der South Bank von London, England, in dem täglich klassische Musik, Jazz und Avantgarde-Musik aufgeführt wird sowie Tanzvorführungen geboten werden. Die Queen Elizabeth Hall ist Teil des Southbank Centres und steht neben der Royal Festival Hall und dem Hayward Gallery an Stelle eines früheren Schrotturms.

## Architektur

### Einführung
Die Queen Elizabeth Hall hat mehr als 900 Sitzplätze, und der im gleichen Gebäude befindliche Purcell Room hat 360 Sitzplätze. Die beiden Auditorien wurden gleichzeitig von Higgs and Hill gebaut und im März 1967 eröffnet. Sie wurden als Ergänzung zum Southbank Centre gebaut.
Die Queen Elizabeth Hall ist ein Beispiel für den Brutalismus. Das Design sollte die unterschiedlichen Elemente des Gebäudes aufzeigen, um nicht mit der Präsenz und Größe der Royal Festival Hall zu konkurrieren. Die Queen Elizabeth Hall hat nur minimale Dekorationselemente und sollte die Begehung auf verschiedenen Ebenen um das Gebäude ermöglichen. Der Schwerpunkt lag auf der Schaffung der Innenräume, die nur wenige Fenster haben, mit Ausnahme der tief eingelassenen Fensterfront zur Flussseite.
Anfangs konnte man oberhalb und unterhalb des Foyers entlanglaufen, was aus Sicherheitsgründen heute nicht mehr gestattet ist. Die Dachterrasse wurde aber seit dem Summer-of-Fun-Festival 2011 wieder eröffnet. Eine Brücke verbindet das Gebäude mit The Hayward.

### Foyer
Das Foyer liegt im ersten Stock und wird von oktogonalen Sichtbetonsäulen getragen. Die beiden Arme des V-förmigen Baus sind über Betonrohre an die Queen Elizabeth Hall angeschlossen, die an die Docking-Station eines Raumschiffs erinnern. Dass es nur zwei Eingänge ins Auditorium gibt, führt zu Verzögerungen beim Betreten und Verlassen des Saals. Obwohl es eine Steigung bis zur Ebene des Auditoriums gibt, liegen alle Einrichtungen des Foyers auf einer Ebene.
Das ursprüngliche Konzept eines Grand Foyer für die Kontaktaufnahme und Getränkeeinnahme wurde inzwischen durch Trennwände unterbrochen, die eine flexiblere Nutzung erlauben. Der Zugang zu allen Teilen des Gebäudes war wegen unzureichender Erschließung von Anfang an schwierig.

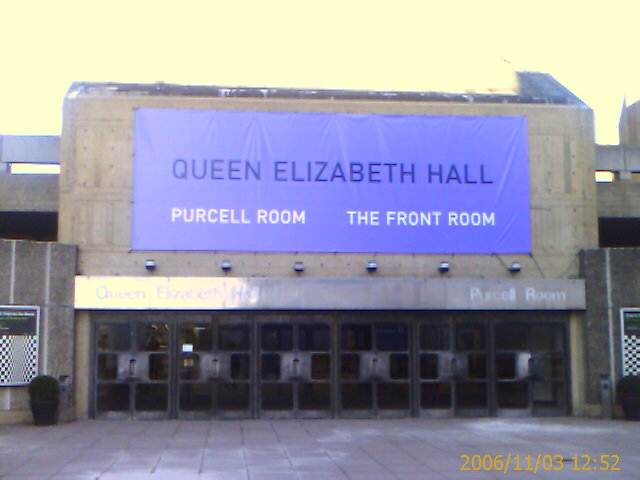
Haupteingang

Der Haupteingang im Stil des Brutalismus hat die Form eines horizontalen Schlitzes mit sechs Paaren von Türen aus Aluminiumguss.

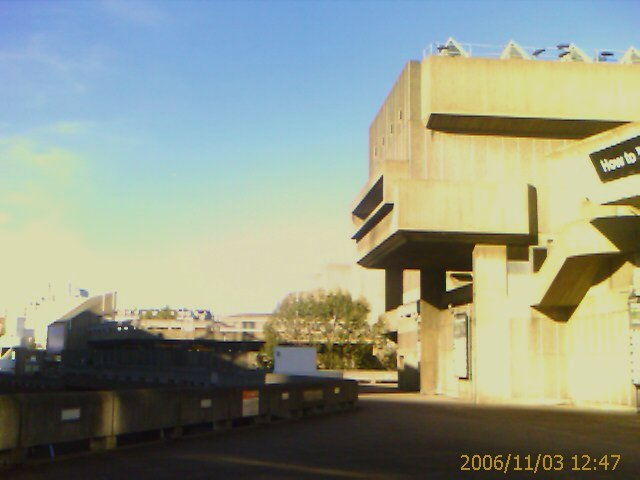
Foyer-Gebäude. Rechts davon die Brücke zu The Hayward

Ein kleinerer Eingang im Erdgeschoss bot insbesondere den von Taxis abgesetzten Besuchern den Zugang, bis das in den 1980er Jahren erbaute Museum of the Moving Image die Zufahrt blockierte.

### Auditorium
Das Auditorium ist in einem separaten Gebäude. Seine Akustik wird als generell exzellent eingestuft. Die über die Jahre erforderlichen Umbauten, wie die Vergrößerung der Bühne, hatten allerdings einen negativen Einfluss auf die Akustik.

### Tiefgeschoss

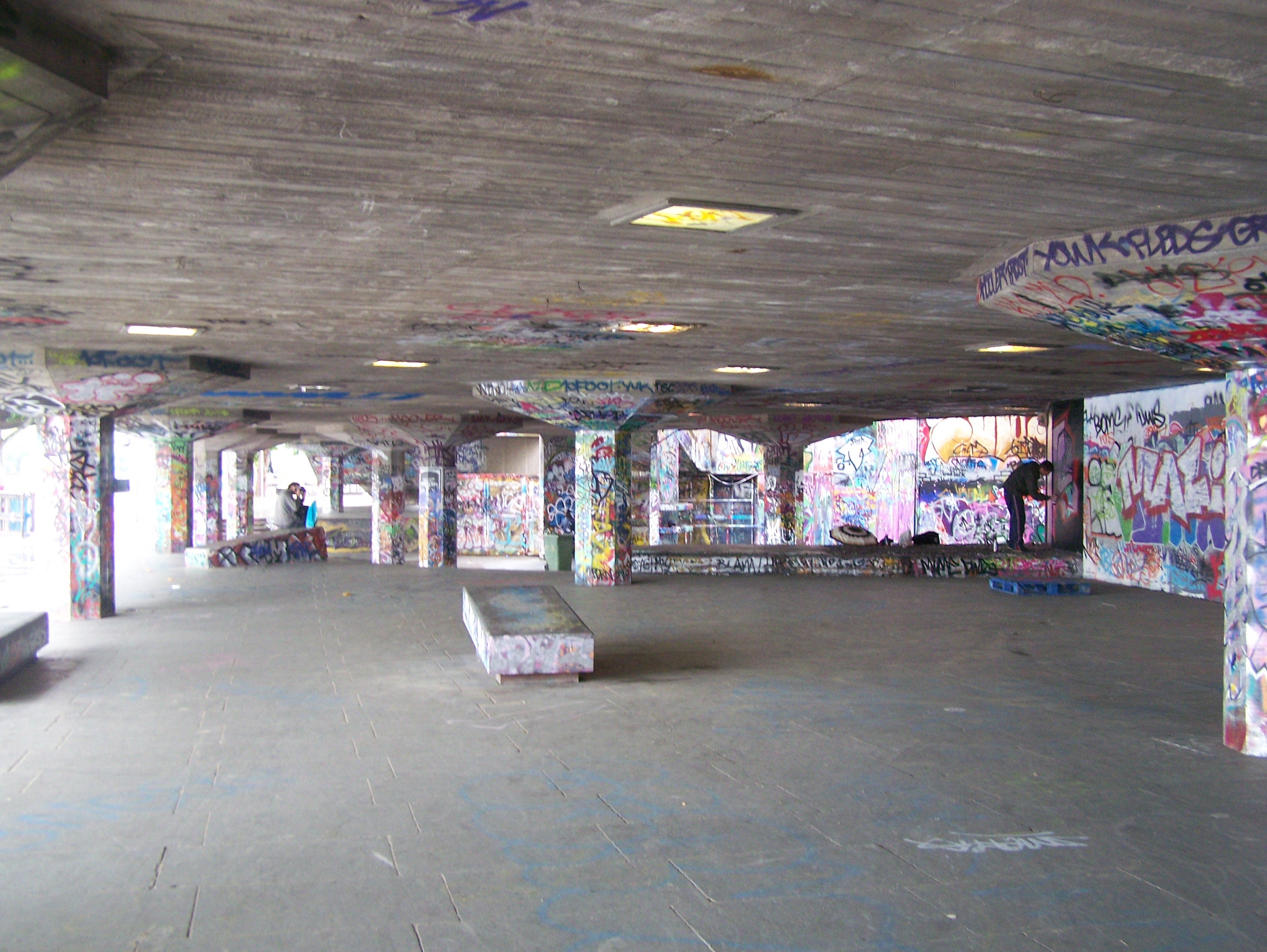
Tiefgeschoss

Das Tiefgeschoss des Foyer-Gebäudes ist seit den frühen 1970er Jahren bei Skateboardern beliebt. Es gilt als Londons bekanntestes Skateboardgelände und soll als solches erhalten bleiben.

### Terrasse
Die Skulptur Zemran  wurde 1972 von William Pye aus rostfreiem Edelstahl auf der Terrasse der Queen Elizabeth Hall errichtet.

### Dach

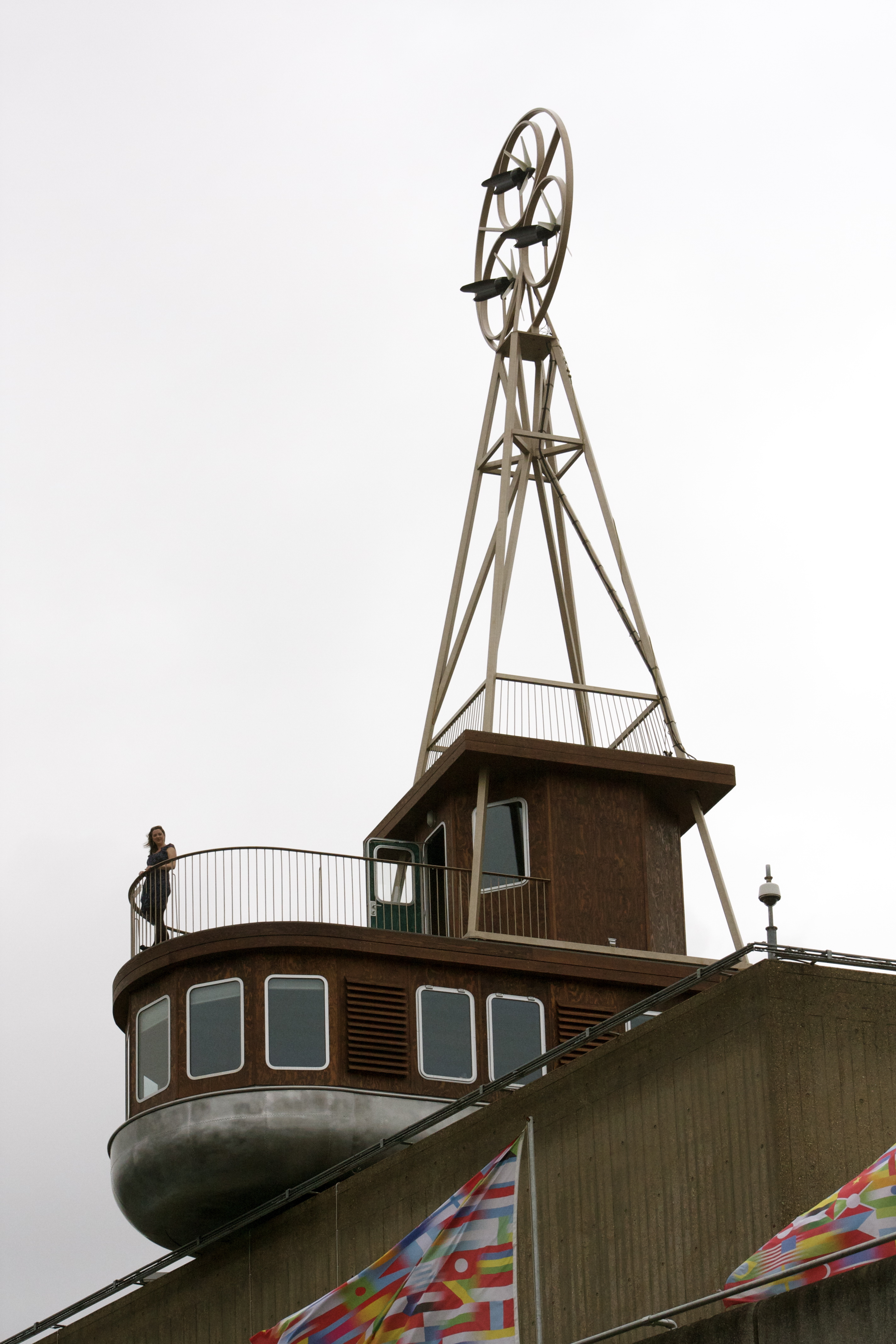
A Room For London, 2012

2012 wurde, wie vom Architekten David Kohn geplant, A Room for London auf dem Dach installiert, der aussieht als ob er sich über die Gebäudekante lehnt und als „a one-bedroom installation“ beschrieben wird.